# Pico do Sol
Pico do Sol är en bergstopp i Brasilien.   Den ligger i kommunen Catas Altas och delstaten Minas Gerais, i den sydöstra delen av landet, 700 km sydost om huvudstaden Brasília. Toppen på Pico do Sol är 1 313 meter över havet.
Terrängen runt Pico do Sol är kuperad åt sydväst, men åt nordost är den bergig. Närmaste större samhälle är Barão de Cocais, 19,1 km norr om Pico do Sol.
I omgivningarna runt Pico do Sol växer huvudsakligen savannskog. Runt Pico do Sol är det glesbefolkat, med 9 invånare per kvadratkilometer.